# Harry Watson (1898–1957)
Harold Ellis „Moose” Watson (ur. 14 lipca 1898 w St. John’s, zm. 11 września 1957 w London) – kanadyjski hokeista.
Reprezentant Kanady w hokeju na lodzie. Mistrz olimpijski w Chamonix w 1924. Podczas turnieju olimpijskiego zdobył 36 bramek (11 przeciwko Czechosłowacji, 6 – Szwecji, 13 – Szwajcarii, 3 – Wielkiej Brytanii i 3 – USA). Dzięki temu wyczynowi stał się rekordzistą pod względem ilości strzelonych bramek podczas jednej olimpiady. Mimo wielu propozycji nigdy nie przeszedł na zawodowstwo.
W 1962 został uhonorowany umieszczeniem w Hockey Hall of Fame, natomiast w 1998 w Galerii Sławy IIHF.